# KOI-2992
KOI-2992 é uma estrela localizada a cerca de 1.375,4 anos-luz de distância a partir da Terra. Esta estrela é notável por possivelmente hospedar um exoplaneta, o KOI-2992.01, que se for confirmado o planeta tem grandes chances de ser habitável.